# Censura (psicoanálisis)
En psicoanálisis se denomina  censura  a aquella función psíquica destinada a impedir el acceso a la consciencia de los contenidos inconscientes, principalmente de los deseos y de las formaciones sustitutas que de ellos derivan.

## Desarrollo del concepto en la historia del psicoanálisis
La «censura» es un concepto elaborado por Sigmund Freud en el contexto de la «primera tópica» (1900-1920), marco en el que se lo describe como  una suerte de barrera divisoria entre el sistema inconsciente, por un lado y entre los sistemas preconsciente y consciente por otra parte.
La primera mención del término aparece en la correspondencia con Wilhelm Fliess. En una carta de diciembre de 1897, Freud la compara con la censura política, describiendo este mecanismo psíquico como análogo a lo que ocurre con «un periódico extranjero censurado por los rusos al pasar por la frontera»: acaba lleno de palabras y oraciones completas tachadas hasta transformar el resto del texto en un conjunto de palabras incomprensibles.
En la obra La interpretación de los sueños (1900) Freud  retoma esta  analogía de las «tachaduras» y se explaya sobre la censura, con el objetivo de aclarar los mecanismos a través de los cuales el deseo inconsciente sufre las deformaciones por el trabajo del sueño. Aquí la censura (también a veces referida como «censor onírico») juega un papel fundamental puesto que designa el enmascaramiento que la represión impone a la construcción del sueño a través de los mecanismos de condensación y desplazamiento. Para Freud existen en este momento de su obra (primera tópica) dos instancias de censura: Una situada entre el inconsciente y el preconsciente y una segunda ubicada entre el preconsciente y el sistema consciente.
A partir de 1914, con la publicación de Introducción del narcisismo, Freud se refiere a la instancia de la censura en el contexto de una conciencia moral. Esto será también un elemento que desarrollará más adelante (en la segunda tópica) como un «censor del yo», es decir, asimilable a las funciones del superyó.

## Función
Respecto de sus funciones, Chemama y Vandermersch señalan en su definición lo siguiente:

El fin de la censura es enmascarar los contenidos de los deseos inconscientes a fin de que sean irreconocibles para la consciencia.

Este papel de «frontera» entre sistemas pierde significación en el contexto de la así llamada «segunda tópica» freudiana (1920-1939). En esta fase de su obra —cuyo comienzo está marcado por la publicación de Más allá del principio de placer (1920) y la nueva teoría de las pulsiones, más adelante desarrollada en El yo y el ello (1923)— hay una nueva propuesta de modelo estructural del aparato psíquico, compuesto ahora por tres instancias (Ello, Yo y Superyó), modelo que no coincide, sino que se superpone al anterior (el yo y del superyó son también parcialmente inconscientes). Esto lleva a Freud a redefinir también la «censura», subsumiéndola ahora en el concepto más amplio de defensa.